# Чемпионат мира по шоссейным велогонкам 1988
Чемпионат мира по шоссейным велогонкам 1988 года проходил 28 августа в Ронсе (Бельгия). В связи с тем, что это был олимпийский год, были проведены только личное первенство среди профессионалов и командное первенство среди женщин.

## Призёры
| Велогонка     | Золото                                                                      | Золото  | Серебро                                                                       | Серебро | Бронза                                                          | Бронза |
| ------------- | --------------------------------------------------------------------------- | ------- | ----------------------------------------------------------------------------- | ------- | --------------------------------------------------------------- | ------ |
| Мужчины       |                                                                             |         |                                                                               |         |                                                                 |        |
| Профессионалы | Маурицио Фондриест · Италия                                                 | 7ч2’11" | Мартьяль Гайан · Франция                                                      | +27"    | Хуан Фернандес Мартин · Испания                                 | +41"   |
| Женщины       |                                                                             |         |                                                                               |         |                                                                 |        |
| Команды       | Италия · Моника Бандини · Роберта Бонаноми · Мария Канинс · Франческа Галли |         | СССР · Надежда Кибардина · Светлана Рожкова · Алла Яковлева · Лайма Зилпорите |         | США · Дженни Голэй · Филлис Хайнес · Джейн Маршалл · Лесли Шенк |        |